# Эквинокс
«Эквинокс» (англ. Equinox) (иное название «Путешествие в сверхъестественное») — американский фильм ужасов 1970 года режиссёров Джека Вудса и Денниса Мьюрена. Фильм первоначально задумывался как 20-минутный студенческий проект под названием Voyage Into Supernatural.

## Сюжет

### Пролог
Телевизионный репортёр приходит в психиатрическую больницу дабы посетить и поговорить с единственным выжившим в произошедшей недавно кровавой резне в лесных окрестностях небольшого американского городка. История выжившего записывается репортёром на аудиоплёнку.

### Основная часть
Трое студентов археологического факультета отправляются в лес, находящийся в предгорье, дабы помочь в раскопках профессору их учебного заведения. По прибытии на место раскопок студенты не обнаруживают профессора, а их взору предстаёт разрушенный домик — место жительства профессора на время раскопок. В поисках профессора студенты отправляются в лес и обнаруживают там средневековый замок. Направившись к его воротам студенты слышат жуткий и истеричный смех, доносящийся из расположенной неподалёку пещеры. Зайдя в пещеру студенты обнаруживают там полубезумного старика, кричащего им, что они не оставят вас… и протягивающего книгу Некрономикон. Используя Некрономикон студенты вызывают демонов леса, из-за чего вскоре и поплатились.

## В ролях
- Барбара Хьюит — Сьюзан
- Робин Кристофер — Викки
- Джим Филлипс — репортёр
- Эдвард Коннелл — Дэвид
- Джек Вудс — Асмодей
- Фритц Лейбер — доктор Воутерман

## Выход фильма
Оригинальная версия фильма вышла в 1967 году, а в 1970 году фильм вышел с некоторыми изменениями, но в кинотеатрах не демонстрировался. В 1987 году фильм был выпущен на видео небольшим тиражом.

## Влияние
Фильм повлиял на Сэма Рейми, в связи с чем последний положил сценарий фильма в основу своих Зловещих мертвецов. Помимо этого кинорежиссёр Ллойд Кауфман в своём интервью журналу Premiere также признавался в том, что фильм является одним из его любимых.